# Circuit Paul Armagnac
A Circuit Paul Armagnac egy motorsport-versenypálya Franciaország déli részén, Gers megyében, Nogaro városa mellett. 1960-ban épült.
1978-ban és 1982-ben itt rendezték a gyorsaságimotoros-világbajnokság Francia Nagydíját. 1975 és 1978 között az európai Formula–2-es bajnokság, majd 1990 és 1993 között a nemzetközi Formula–3000-es sorozat versenynaptárában is szerepelt. 2008-ban 2 órás futamot tartottak itt az FIA GT-bajnokság futamaként.
1994 óta itt rendezik meg a Kamion-Európa-bajnokság francia nagydíját.

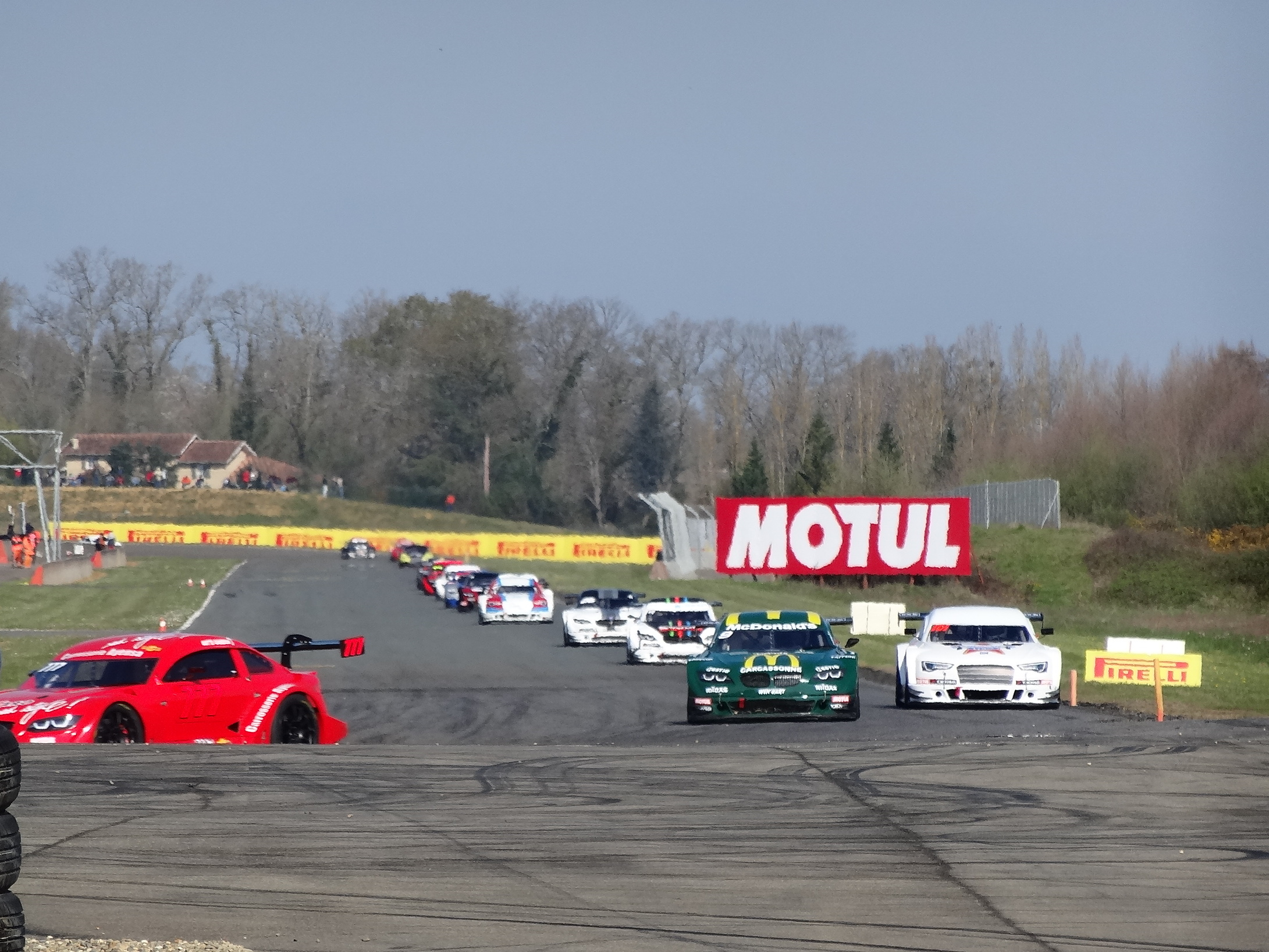
Francia túraautó-bajnokság
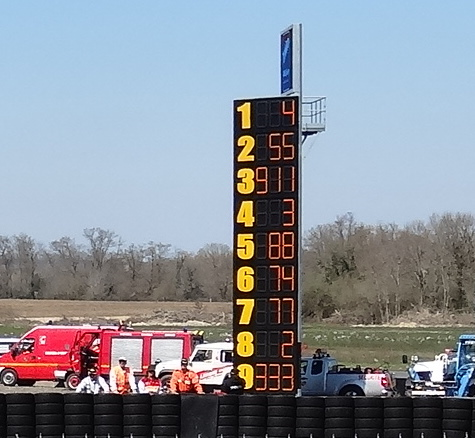
Helyezések oszlopa
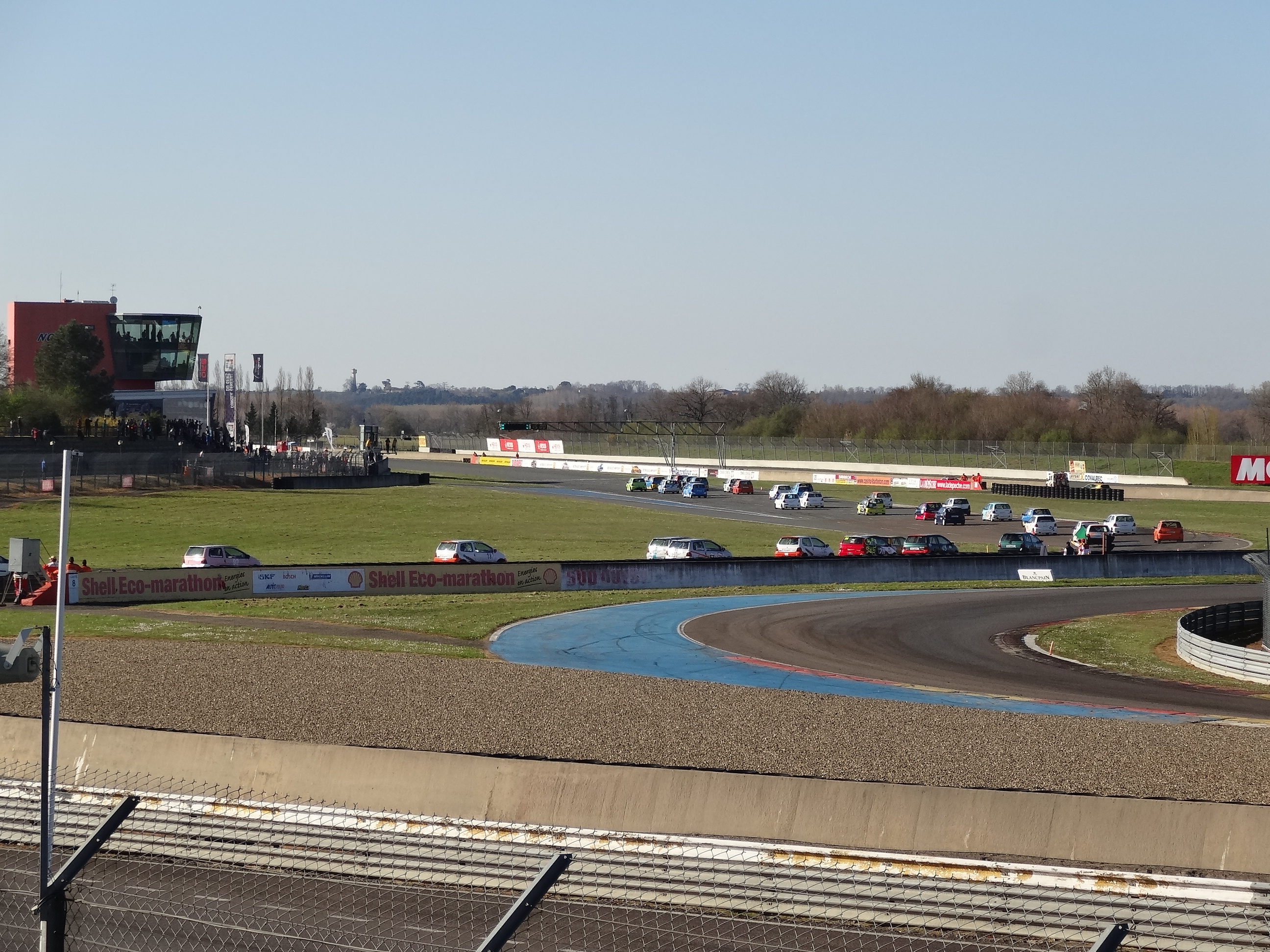
Blancpain Sprint Series 2015
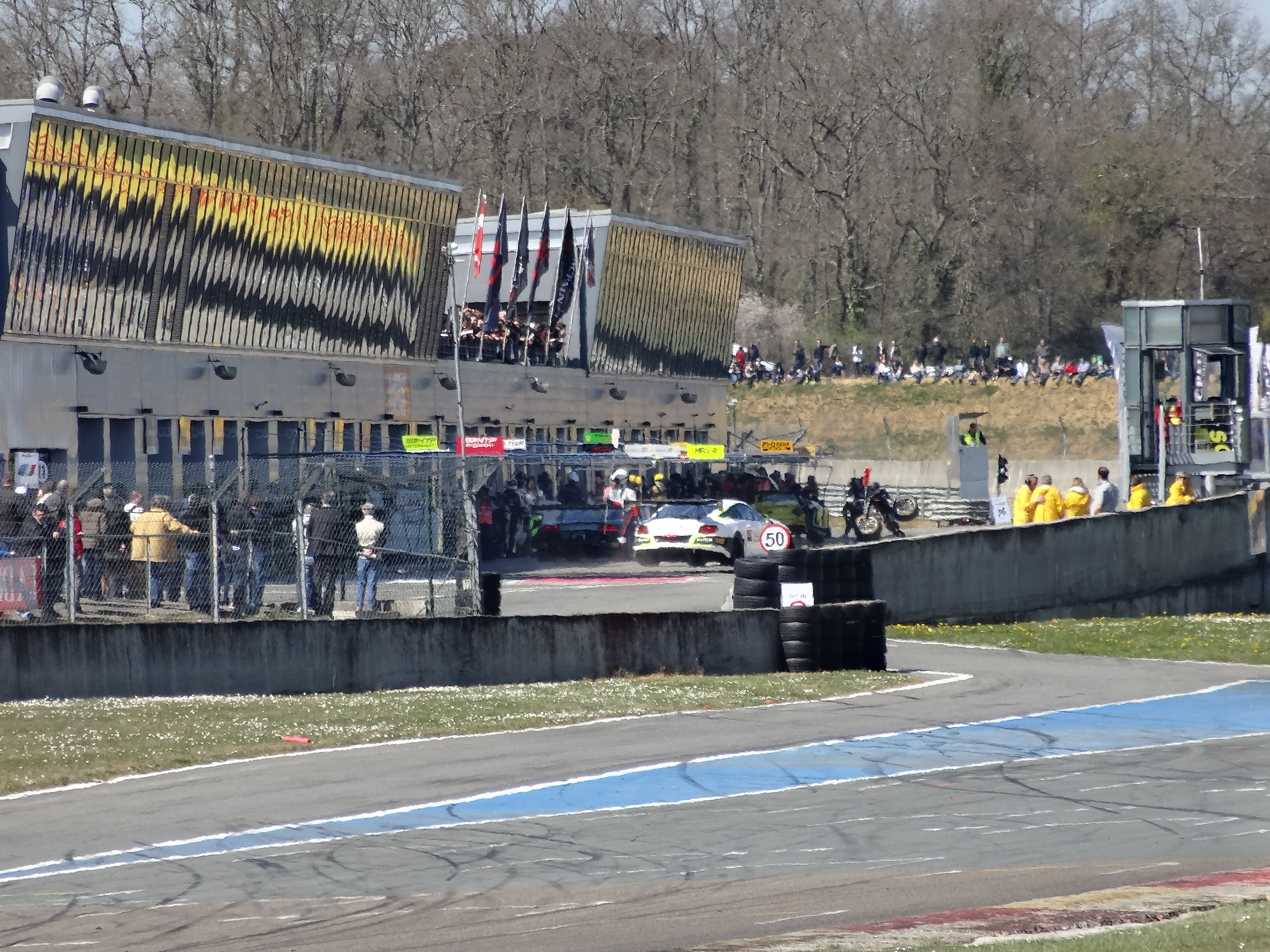
Boxutca

## Külső hivatkozások
- A versenypálya hivatalos honlapja (franciául)
- A versenypályáról a trackreviewers.com honlapon Archiválva 2011. március 15-i dátummal a Wayback Machine-ben (angolul)